# Бърчево (община Струга)
 Тази статия е за селото в Северна Македония.  За селото в България вижте Бърчево.  
Бърчево или Бърчово (на македонска литературна норма: Брчево; на албански: Bruqeva) е село в Северна Македония, в община Струга.

## География
Селото е разположено в югозападните поли на планината Караорман.

## История
В XIX век Бърчево е българско село в Охридска каза на Османската империя. Според статистиката на Васил Кънчов („Македония. Етнография и статистика“) в 1900 година Бърчово има 300 жители българи християни.
Четири от престолните икони на църквата в Бърчево – на Света Богородица, Свети Йоан Предтеча, Свети Архангел Михаил и Свети Никола, са дело на дебърския майстор Йосиф Мажовски и са датирани в 1870 г. На иконата на Света Богородица се подписва: „їз рȢки Їѡсиф зȢграфъ“.
На Етнографската карта на Битолския вилает на Картографския институт в София от 1901 година Бърчово е чисто българско село в Охридската каза на Битолския санджак с 42 къщи.
Цялото християнско население на селото е под върховенството на Българската екзархия. По данни на секретаря на екзархията Димитър Мишев („La Macédoine et sa Population Chrétienne“) в 1905 година в Бърчово има 336 българи екзархисти и функционира българско училище.
При избухването на Балканската война в 1912 година един човек от Бърчево е доброволец в Македоно-одринското опълчение.
Според преброяването от 2002 година селото има 9 жители македонци.
В селото има църкви „Света Варвара“, „Свети Архангел Михаил“ и „Свети великомъченик Димитър“, осветена на 30 август 1998 година от митрополит Тимотей Дебърско-Кичевски.

## Личности
Родени в Бърчево
- Вело Трифунов Христов, български революционер от ВМОРО[8]
- Марко Гюров Марков, български революционер от ВМОРО[9]
- Никола Василов Кръстанов, български революционер от ВМОРО[10]
- Профил Христов, български революционер от ВМОРО[8]